# Баграт III
Баграт III (960 — 7 мая 1014) — царь Абхазов (с 978 года) и Картвелов (с 1008 года), первый царь единой Грузии. Представитель фамилии Багратионов, а по линии матери — наследник абхазских царей.
Выход Баграта на политическую арену совпал с решающим этапом борьбы за объединение грузинских царств. 22 декабря 2016 года Священный синод Грузинской православной церкви причислил царя Баграта III к лику святых.

## Титулатура
Титулатура Баграта, как и других грузинских царей, дополнялась по мере присоединения различных грузинских земель, но название того региона — Абхазии, откуда начался процесс объединения Грузии, неизменно находилось на первом месте. Баграт III является один из первых царей, который в исторических источниках упоминается как «царь абхазов».
- В надписи из Бедии (989—999) и Атенский Сион (980), он упомянут, как «Баграт, царь абхазов».
- В надписи из Кутаисского храма (1001—1008): «Баграт царь абхазов и картвелов и курополат»[2].
- По лапидарной надписи храма Никорцминда (1010—1014): «Царь абхазов и ранов и куропалат картвелов»[2].
- В церкви Кацхи упомянут, как «царь абхазов и картвелов, Тао и Рана, кахов и великий куропалат всего востока»[2].
- Согласно Сумбату Давитисдзе, после смерти Гургена II его сын овладел вотчиной своей: «скончался сей Гурген, царь царей, сын грузинского царя Баграта, в хороникон 228 (1008), оставил сына своего Баграта, царя абхазов, великого куропалата; и овладел он Тао, вотчиной своей, и покорил весь Кавказ самодержавно от Джикети до Гургена»[2].

## Молодость
Принц Баграт родился примерно в 961 году, скорее всего в восточной Грузии. Единственный сын иберийского царя Гургена и Гурандухт, дочери абхазского царя Георгия II. Таким образом, Баграт являлся наследником семьи Багратионов, которые прибыли в Грузию в VIII веке.
Будучи еще молодым, наследный принц Иберии был назначен наследником двоюродного брата его отца Давида Куропалата, который правил в Тао-Кларджети и с 966 года являлся Куропалатом Иберии, воспитывал молодого принца при его дворе.

## Борьба царя Баграта III против родовитых азнауров
С первых же дней царствования Баграта III выявились разногласия между царём и родовитыми азнаурами. Последние не желали, чтобы постоянная резиденция царя находилась в Картли. Они хорошо понимали, что утверждение царя в Картли привело бы к лишению их царских земель, которые они присвоили в своё время. Один из крупных азнауров, Рати Багваши, присоединил к своей вотчине Триалети, все картлийские земли в правобережной полосе долины Куры. Захват царских земель был произведён также Дзамели, Коринтели, Тбели, Пхвенели и другими феодалами. Поэтому, когда царь Баграт III возвращался из Абхазии в Восточную Грузию, путь ему на границе Картли преградило войско феодалов во главе с Кавтаром Тбели.
Баграт II (III) разбил непокорных азнауров, вступил в Картли, обосновался в Уплисцихе и отсюда стал управлять страной.
Родовитые азнауры эмигрировали в другие страны; только владетель Триалети, Рати Багваши, попытался оказать царю вооружённое сопротивление, но Баграт III в 980 году подчинил своей власти непокорного феодала.
Рати Багваши передал царю вотчину Триалети с Клдекарской крепостью, а сам поселился в своём родовом имении, в Аргвети. Царь Баграт III сделал сына Рати Багваши, Липарита, эриставом Клдекари и таким образом подчинил себе и эту область.
Наведя порядок в Картли, царь Баграт III возвратился в Западную Грузию. Он жестоко расправился с непокорными азнаурами, отбив у них охоту противиться царской власти.

## Расширение Абхазского царства
В то время Иберия находилась под властью Абхазского царства. Фактически, в 780 году Абхазия, избежавшая вторжения арабов, освободилась от византийского сюзеренитета и утвердилась как могущественное царство этого региона; в 916 году Абхазское царство достигло пика своего величия, вторгшись в Иберию и угрожая Армении.
Однако в 975 году царь Феодосий III, который также являлся дядей Баграта по материнской линии, занял престол и вступил в конфликт со своей знатью. В Абхазии началась гражданская война и хаос распространился по всей стране. Пользуясь ситуацией, Хорепископ Кахетии Квирике II (правил в 939—976 гг.) организовал набеги на Иберию и тем самым бросил вызов власти абхазского монарха.
Однако эристави (губернатор) Картли Иоанн Марушисдзе восстал против Квирике II и попросил помощи у приемного отца молодого Баграта, Давида Куропалата. В 976 году Давид прибыл в Иберию и победил кахов, которые вынуждены были покинуть страну.
В 1008 году умер отец Баграта, царь Гурген. Находившиеся под его управлением земли — Шавшет-Кларджети, Самцхе и Джавахети были присоединены к владениям Баграта III. Только Кахети и Эрети оставались самостоятельными самтавро. В 1010 г. Баграт вторгся в Кахети, захватил в плен её правителя и присоединил к своему царству Кахети-Эрети.
Затем Баграт III навёл порядок в Южной Грузии, где его родичи все ещё пытались сохранить независимость. В 1011—1012 годах царь Баграт III захватил в плен некоторых из них и заточил в Крепость, другие укрылись в Византии, пытаясь при поддержке византийского императора восстановить «справедливость» и вернуть себе утраченные владения.

### Отношения с Византией
Расширение Абхазии шло вразрез с планами византийских императоров. В то время Византия значительно усилилась, а её давний соперник — арабский халифат был ослаблен внутрифеодальными распрями. Византия намеревалась, воспользовавшись благоприятной политической ситуацией, восстановить своё былое влияние в Закавказье, а также в странах Ближнего Востока.
Как известно, Тао-Кларджетское царство и княжества находились в определённой зависимости от Византии, которая стремилась использовать военные силы грузинских царей и мтаваров в борьбе против арабов. К концу X века положение изменилось. Арабам было теперь не до Закавказья, и Византия попыталась занять здесь их место. Но византийский император натолкнулся на новое препятствие: в Закавказье сформировались крупные политические единицы — царства в Грузии и Армении, подчинить которые было нелегко. Естественно, что Византия всячески противилась усилению Абхазии и Армении, боролась против объединения разрозненных грузинских и армянских феодальных княжеств под властью единого государя. Путём захвата грузинских земель, подкупа крупных азнауров, а также, поддерживая всевозможных претендентов на царский престол, Византия пыталась удержать в повиновении царя объединённого грузинского государства. С той же целью не скупились византийские императоры на различные почести и милости, оказываемые грузинским царям.
В «Картлис цховреба» Вахушти Багратиони указывается, что после смерти правителя Тао страна подверглась запустению. Через несколько месяцев император Василий II завершил завоевание Тао-Кларжети, прежде чем присвоить титул «Магистрос» Гургену (отцу Баграта), и титул «Куропалат» самому Баграту. Таким образом, император попытался противопоставить сына своему отцу, но безрезультатно. Таким образом, Баграт III, в дополнение к своему титулу царя Абхазии, становится Куропалатом Иберии, тем самым объединив Западную Грузию, но потеряв значительную часть своего семейного наследия (Тао-Кларджети).
Такова была политика византийских императоров по отношению к абхазскому царству на протяжении всего XI столетия.
После смерти Давида II Куропалата (31 марта 1001 года) большая часть его владений была захвачена Византией. Из-за наследства Куропалата между Грузией и Византией в течение долгого времени шла непрекращающаяся борьба.

### Отношения с гандзийским эмиром
Усиление Абхазии вызвало беспокойство у соседних с ней арабских правителей.
И правда, образование сильных государств на территории Грузии и Армении предвещало окончательное избавление Закавказья от власти арабов. Одним из самых непримиримых врагов Армении и Абхазии являлся гандзийский эмир Фадлун из династии Шеддадидов. Когда царь Баграт III присоединил к грузинскому царству Эрети и Кахети, гандзийский эмир, усмотрев в этом угрозу своему могуществу, предпринял ряд разорительных набегов на пограничные районы этих областей. Фадлун, воспользовавшись, предположительно, разногласиями между правителями Картли и Кахети, вторгся в Кахетию и Эрети. Баграт III обратился за помощью к армянскому царю (шахиншах) Гагику I Баграту́ни (арм. Բագրատունիներ) . Союзники встретились в Зоракерте (возможно, Дзорагет, долина недалеко от Агстева).
Царь Баграт III и армянский царь Гагику I организовали совместный поход против Фадлуна. В 1011—1012 годах объединённое абхазо-армянское войско вторглось в гандзийский эмират и осадило город Шамхор. Фадлун, который поклялся в уничтожении всех христиан и который никогда до этого не встречал правителя, способного победить его, был очень удивлен, узнав о наступлении армий двух христианских стран. Он укрылся в крепости и приготовился к тяжелой осаде. Однако, грузино-армянское объединенное войско начало применять баллисты, с помощью которых они разрушили стены крепости. Поняв, что сопротивление бесполезно, и не дожидаясь разрушения крепости, Фадлун запросил мира на вассальных условиях. Грузинский царь принял эти условия, возложив на Фадлуна выплату ежегодной дани и обязав его, в случае надобности, выступать в поход совместно с грузинами. В благодарность за сохранение его власти, эмир отправил грузинскому царю и дворянам многочисленные и роскошные подарки.

## Смерть царя Баграта III и феодальная реакция
В мае 1014 года царь Баграт III умер, так и не успев захватить Тбилиси: город с прилегавшими к нему землями оставался в руках арабского эмира. Крупные азнауры также не желали покориться царской власти. Они лишь на время сложили оружие и мечтали вопреки усилиям царя восстановить свои былые права и привилегии. Реакционеры, притихшие внутри страны или укрывшиеся в эмиграции, ожидали лишь удобного случая, чтобы начать междоусобные войны.
Баграт III был похоронен в Бедийском соборе в Абхазии.

## Семья
Баграт был женат на Марте, от которой имел сына Георгия (будущий царь Георгий I).